# سلوبوزیا
شهر سلوبوزیا (به رومانیایی: Slobozia) در شهرستان یلومیتسا در کشور رومانی واقع شده‌است. جمعیت این شهر ۵۲٬۶۷۷ نفر است.